# 索爾通區
52°50′N 86°28′E / 52.833°N 86.467°E
索爾通區（俄语：Солтонский район），是俄羅斯的一個區，位於該國南部，由阿爾泰邊疆區負責管轄，面積3,020平方公里，2010年人口8,610，人口密度每平方公里2.85人。